# ماريا ماكي
ماريا ماكي (بالإنجليزية: Maria McKee)‏ هي مغنية مؤلفة ومغنية وملحنة وكاتبة غنائية أمريكية، ولدت في 17 أغسطس 1964 في لوس أنجلوس في الولايات المتحدة.

## وصلات خارجية
- ماريا ماكي على موقع IMDb (الإنجليزية)
- ماريا ماكي على موقع ميوزك برينز (الإنجليزية)
- ماريا ماكي على موقع أول ميوزيك (الإنجليزية)
- ماريا ماكي على موقع ديسكوغز (الإنجليزية)
- ماريا ماكي على موقع قاعدة بيانات الفيلم (الإنجليزية)